# Heteropanax
Heteropanax es un género de fanerógamas perteneciente a la familia  Araliaceae, que comprende ocho especies.
Se encuentran en el sudoeste de Asia y China.

## Taxonomía
El género fue descrito por Berthold Carl Seemann y publicado en Flora Vitiensis 114. 1866. La especie tipo es: Heteropanax fragrans

## Especies
| - Heteropanax balanseanus - Heteropanax brevipedicellatus - Heteropanax chinensis - H. chinensis var. chinensis - H. chinensis var. longipedicellata - Heteropanax fragrans - H. fragrans var. attenuatus - H. fragrans var. subcordatus - Heteropanax hainanensis - Heteropanax nitentifolius - Heteropanax phanrangensis - Heteropanax yunnanensis |